# Saint-Théophile
Pour les articles homonymes, voir Théophile.
Saint-Théophile est une municipalité dans la municipalité régionale de comté de Beauce-Sartigan au Québec (Canada), située dans la région administrative de Chaudière-Appalaches.

## Toponymie

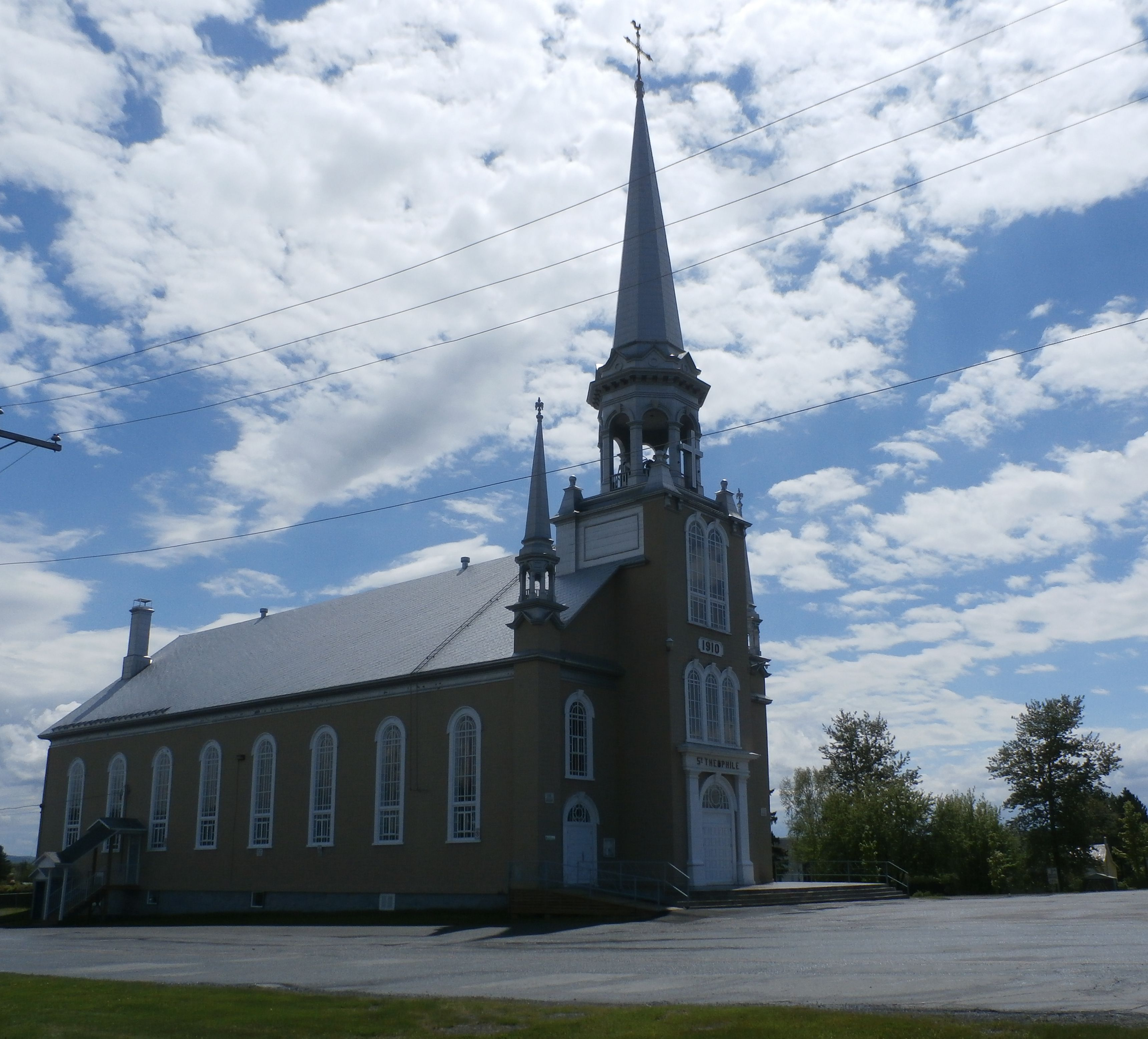
Église de St-Théophile (1910).

Elle est nommée en l'honneur de l'abbé Théophile Montminy.

## Histoire

### Chronologie
- 13 juillet 1894 : Érection de la paroisse de Saint-Théophile de Beauce.
- 1er janvier 1957 : Érection du village de Saint-Théophile de la scission de la paroisse.
- 15 mars 1969 : La paroisse de Saint-Théophile de Beauce devient la paroisse de Saint-Théophile-de-Beauce.
- 28 juin 1975 : Fusion de la paroisse de Saint-Théophile-de-Beauce et du village de Saint-Théophile pour former la municipalité de Saint-Théophile.

## Géographie
La rivière du Loup traverse la municipalité du sud-ouest au nord-ouest.
La rivière Metgermette Sud, sous-affluent de la rivière du loup, délimite le nord-est de la municipalité et coule vers l'ouest.
À partir du lac Wilson, dans l'est de la municipalité, rivière Wilson coule vers l'ouest jusqu'à sa confluence avec la rivière du loup dans le nord-ouest de la municipalité.
La rivière du Portage 
À partir de son crénon au sud-ouest de la municipalité, la rivière Taschereau coule vers l'ouest jusqu'à sa confluence avec la rivière du loup dans le sud-ouest de la municipalité.
À partir du lac du Monument, au sud-ouest de la municipalité, la rivière du Monument coule vers le nord-ouest jusqu'à sa confluence avec la rivière du loup dans le sud-ouest de la municipalité.
La rivière à la Truite, qui coule vers le sud-ouest, traverse la limite nord-ouest de la municipalité.
Sur le territoire de la municipalité se trouve la forêt ancienne de la Rivière-du-Portage.

## Démographie
| 1891 | 1901 | 1911 | 1921 | 1931 | 1941  | 1951  |
| ---- | ---- | ---- | ---- | ---- | ----- | ----- |
| 318  | 526  | 579  | 853  | 998  | 1 147 | 1 391 |

| 1956  | 1961  | 1966  | 1971  | 1976  | 1981  | 1986 |
| ----- | ----- | ----- | ----- | ----- | ----- | ---- |
| 1 617 | 1 455 | 1 292 | 1 134 | 1 037 | 1 006 | 870  |

| 1991 | 1996 | 2001 | 2006 | 2011 | 2016 | 2021 |
| ---- | ---- | ---- | ---- | ---- | ---- | ---- |
| 837  | 823  | 800  | 776  | 743  | 713  | 702  |

## Administration
Les élections municipales se font en bloc pour le maire et les six conseillers.
| Saint-Théophile Maires depuis 2001                                                                                   |                    |         |          |
| Élection | Maire              | Qualité | Résultat |
| 2001 | Michel Paquet      |         | Voir     |
| 2005 | Roland Boucher     |         | Voir     |
| 2009 | Roland Boucher     | Voir    |          |
| 2013 | Gaston Létourneau  |         | Voir     |
| 2017 | Clément Létourneau |         | Voir     |
| 2021 | Alain Chabot       |         | Voir     |
| Élection partielle en italique Depuis 2005, les élections sont simultanées dans toutes les municipalités québécoises |                    |         |          |